# Mischa Urbatzka
Mischa Urbatzka (* 29. März 1983 in Elmshorn) ist ein deutscher Volleyball- und Beachvolleyballspieler.

## Karriere Hallen-Volleyball
Das Volleyball-Spielen in der Halle lernte Urbatzka in der Jugend der VG Elmshorn (VGE). Nach einem Intermezzo bei der FT Adler Kiel spielte er bis 2010 für die VGE als Außenangreifer in der Regionalliga Nord. Von 2010 bis 2014 spielte Urbatzka beim Zweitligisten SVG Lüneburg und wurde hier dreimal in Folge Vizemeister der 2. Bundesliga Nord.

## Karriere Beachvolleyball
Von 2002 bis 2006 bildete Urbatzka im Beachvolleyball ein Team mit Daniel Krug (FT Adler Kiel). Im Juniorenbereich errangen die beiden sowohl bei Europa- als auch bei Weltmeisterschaften Medaillen. Mit seinem Partner Jonas Reckermann spielte Urbatzka von 2007 bis 2008 erfolgreich zusammen. Neben zwei Finalteilnahmen in Kristiansand (NOR) und Aland (FIN) erreichten Reckermann/Urbatzka bei Turnieren des Weltverbandes FIVB mehrere weitere Top-Ten-Platzierungen. Da Reckermann/Urbatzka nach Julius Brink/Christoph Dieckmann und David Klemperer/Eric Koreng das drittbeste deutsche Team der Qualifikationswertung waren, nahmen sie nicht an den Olympischen Spielen 2008 in Peking teil, obwohl sie zu den zehn besten Teams der Welt gehörten. 2009 spielte Mischa Urbatzka mit Florian Huth von der FT Adler Kiel zusammen. Von 2010 bis 2014 war Markus Böckermann sein Partner. Böckermann/Urbatzka starteten für den FC St. Pauli und wurden 2013 Deutscher Meister. 2015 spielte Urbatzka nur noch auf nationalen Turnieren mit Lukas Manzeck. Nach einer zweijährigen Pause bildete Urbatzka 2018 ein neues Duo mit Sebastian Fuchs. Fuchs/Urbatzka spielten auf der nationalen Techniker Beach Tour und belegten bei der deutschen Meisterschaft Platz neun.

### Top 10 Platzierungen FIVB World Tour
- 2014 - 9. Platz in Shanghai (CHN), in Moskau (RUS), in Gstaad (SUI) und in Klagenfurt (AUT) jeweils mit Markus Böckermann
- 2013 - 9. Platz in Xiamen (CHN) und in Long Beach (USA) jeweils mit Markus Böckermann
- 2013 - 5. Platz in Shanghai (CHN) mit Markus Böckermann
- 2012 - 9. Platz in Berlin (GER) mit Markus Böckermann
- 2011 - 9. Platz in Stare Jablonki (POL) mit Markus Böckermann
- 2010 - 9. Platz in Stavanger (NOR) mit Marcus Popp
- 2009 - 9. Platz in Sanya (CHN) mit Thomas Kaczmarek
- 2008 - 2. Platz in Dubai (UAE) mit Jonas Reckermann
- 2008 - 3. Platz in Guaruja (BRA) mit Jonas Reckermann
- 2008 - 4. Platz in Mallorca (ESP) mit Jonas Reckermann
- 2008 - 5. Platz in Klagenfurt (AUT) und in Gstaad (SUI) jeweils mit Jonas Reckermann
- 2008 - 9. Platz in Moskau (RUS) mit Jonas Reckermann
- 2008 - 2. Platz in Stavanger (NOR) mit Jonas Reckermann
- 2008 - 9. Platz in Paris (FRA) mit Jonas Reckermann
- 2008 - 5. Platz in Berlin (GER) mit Jonas Reckermann
- 2008 - 9. Platz in Stare Jablonki (POL) mit Jonas Reckermann
- 2008 - 5. Platz in Prag (CZE) mit Jonas Reckermann
- 2007 - 2. Platz in Kristiansand (NOR) und in Aland (FIN) jeweils mit Jonas Reckermann
- 2007 - 7. Platz in Manama (BRN) mit Jonas Reckermann
- 2006 - 9. Platz Roseto d. Abruzi (ITA) mit Daniel Krug
- 2005 - 13. Platz in Gstaad (SUI) mit Jonas Reckermann

## Schule und Beruf
2002 machte Urbatzka an der Kooperativen Gesamtschule in Elmshorn sein Abitur. Von 2002 bis Sommer 2003 absolvierte er seinen Zivildienst an der Außenstelle Kiel des Olympiastützpunkts Hamburg/Schleswig-Holstein. Im Juni 2006 schloss Urbatzka die Lehre zum Sport- und Fitnesskaufmann beim Landessportbund Schleswig-Holstein mit der Note „gut“ ab. Seit 2008 ist Urbatzka in Hamburg Leiter beim Beachvolleyball-Training und von Beachvolleyball-Workshops.